# Бібб (округ, Джорджія)
Шаблон:StateAbbr_ 32°48′ пн. ш. 83°42′ зх. д. / 32.8° пн. ш. 83.7° зх. д.
Округ  Бібб (англ. Bibb County) — округ (графство) у штаті  Джорджія, США. Ідентифікатор округу 13021.

## Історія
Округ утворений 1822 року.

## Демографія
За даними перепису 
2000 року 
загальне населення округу становило 153887 осіб, зокрема міського населення було 130988, а сільського — 22899.
Серед мешканців округу чоловіків було 70800, а жінок — 83087. В окрузі було 59667 домогосподарств, 39824 родин, які мешкали в 67194 будинках.
Середній розмір родини становив 3,06.
Віковий розподіл населення поданий у таблиці:
| Стать    | До 15 років | 15-21 | 22-29 | 30-39 | 40-49 | 50-65 | 65-85 | Понад 85 |
| -------- | ----------- | ----- | ----- | ----- | ----- | ----- | ----- | -------- |
| Чоловіки | 17282       | 6873  | 7853  | 10497 | 10636 | 10400 | 6697  | 562      |
| Жінки    | 17212       | 8918  | 9183  | 11414 | 11901 | 12098 | 10607 | 1754     |

## Суміжні округи
- Джонс - північний схід
- Твіггс - схід
- Х'юстон - південь
- Піч - південь-південний захід
- Кроуфорд - південний захід
- Монро - північний захід

## Виноски
1. ↑  U.S. Decennial Census. United States Census Bureau. Архів оригіналу за 26 квітня 2015. Процитовано 18 червня 2014.
2. ↑  Historical Census Browser. University of Virginia Library. Архів оригіналу за 11 серпня 2012. Процитовано 18 червня 2014.
3. ↑  Population of Counties by Decennial Census: 1900 to 1990. United States Census Bureau. Архів оригіналу за 2 лютого 2019. Процитовано 18 червня 2014.
4. ↑  Census 2000 PHC-T-4. Ranking Tables for Counties: 1990 and 2000 (PDF). United States Census Bureau. Архів оригіналу (PDF) за 18 грудня 2014. Процитовано 18 червня 2014.
5. ↑  State & County QuickFacts. United States Census Bureau. Архів оригіналу за 7 липня 2011. Процитовано 18 червня 2014. [Архівовано 2011-07-03 у Wayback Machine.](англ.) Наведено за англійською вікіпедією.
6. ↑  American FactFinder. Бюро перепису населення США. Архів оригіналу за 26 лютого 2012. Процитовано 31 січня 2008. [Архівовано 2008-05-21 у Wayback Machine.]

| США | Це незавершена стаття з географії США. Ви можете допомогти проєкту, виправивши або дописавши її. |